# Блумінгдейл (Огайо)
Блумінгдейл (англ. Bloomingdale) — селище (англ. village) в США, в окрузі Джефферсон штату Огайо. Населення — 145 осіб (2020).

## Географія
Блумінгдейл розташований за координатами 40°20′32″ пн. ш. 80°49′4″ зх. д. / 40.34222° пн. ш. 80.81778° зх. д. (40.342228, -80.817850).  За даними Бюро перепису населення США в 2010 році селище мало площу 0,23 км², уся площа — суходіл.

## Демографія
Згідно з переписом 2010 року, у селищі мешкали 202 особи в 80 домогосподарствах у складі 60 родин. Густота населення становила 883 особи/км².  Було 86 помешкань (376/км²).
Расовий склад населення:
| - 98,0 % — білих - 0,5 % — корінних американців - 0,5 % — чорних або афроамериканців |

До двох чи більше рас належало 1,0 %. Частка іспаномовних становила 0,0 % від усіх жителів.
За віковим діапазоном населення розподілялося таким чином: 18,8 % — особи молодші 18 років, 66,8 % — особи у віці 18—64 років, 14,4 % — особи у віці 65 років та старші. Медіана віку мешканця становила 41,5 року. На 100 осіб жіночої статі у селищі припадало 112,6 чоловіків;  на 100 жінок у віці від 18 років та старших — 107,6 чоловіків також старших 18 років.
Середній дохід на одне домашнє господарство  становив 60 043 долари США (медіана — 47 750), а середній дохід на одну сім'ю — 67 506 доларів (медіана — 53 750). За межею бідності перебувало 16,9 % осіб, у тому числі 32,0 % дітей у віці до 18 років та 8,0 % осіб у віці 65 років та старших.
Цивільне працевлаштоване населення становило 85 осіб. Основні галузі зайнятості: освіта, охорона здоров'я та соціальна допомога — 40,0 %, роздрібна торгівля — 14,1 %, транспорт — 11,8 %, науковці, спеціалісти, менеджери — 10,6 %.